# Culture intermédiaire piège à nitrates

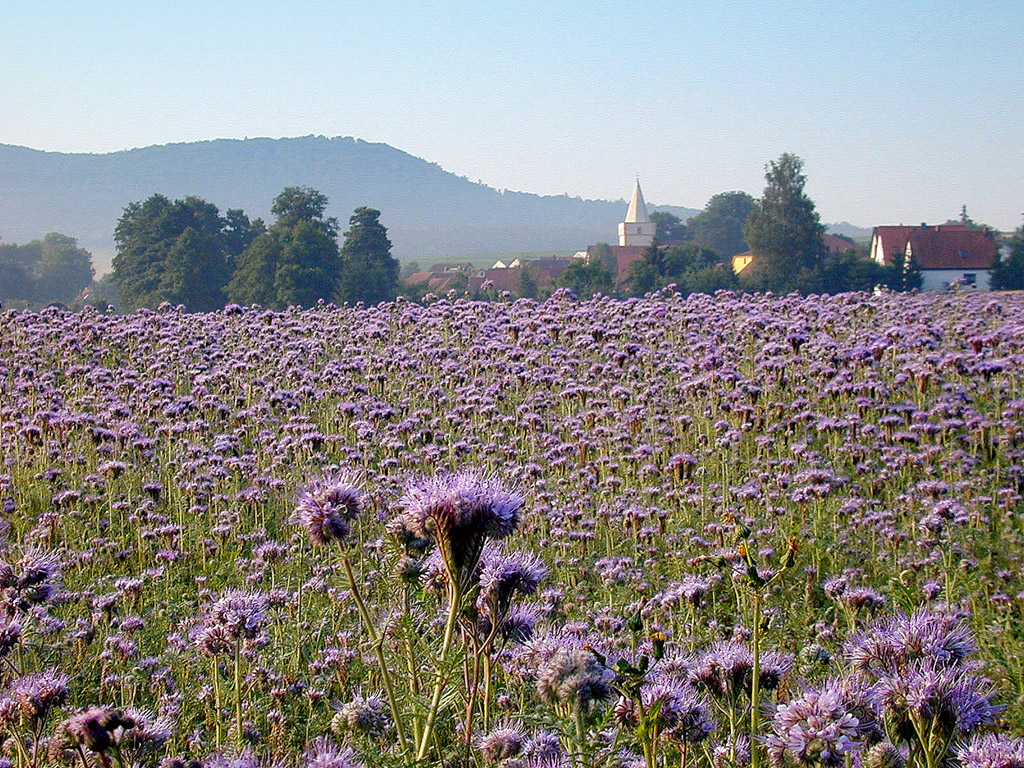
La phacélie, une plante particulièrement performante pour absorber le reliquat d'azote mobile (nitrate) dans le sol, limitant ainsi sa lixivation entre deux cultures principales.

En agriculture, une culture Intermédiaire piège à nitrates (CIPAN) est une culture dérobée ou plus généralement une culture d'intérêt accessoire (si l'on ne considère que l'exercice financier) entre deux cultures de rapport. Dans les 7èmes programmes d’actions régionaux Nitrates (PAR7), ces couverts sont nommés CINE (couvert d'interculture non exporté). Le rôle principal d'une CIPAN est de capter une partie du reliquat mobile azoté (nitrates) restant de la culture précédente, principalement à l'entrée de l'hiver, afin d'éviter sa lixiviation. Son objectif environnemental majeur est de protéger la qualité de l’eau de la pollution par les nitrates. 
Ayant alors opéré une réorganisation du reliquat de l’azote minéral mobile du sol en azote organique stocké disponible dans la plante, la CIPAN est destinée à être détruite naturellement par le gel ou artificiellement puis incorporée au sol et ainsi profiter à la culture suivante ; si l'on procède à une récolte, il s'agit alors de culture dérobée. Ces couverts temporaires de plantes à croissance rapide sont destinés à limiter le lessivage des nitrates, reliquats de fertilisation non utilisés ou issus de la nécromasse des cultures précédentes. Les CIPAN sont obligatoires dans certaines régions agricoles ou zones à risques de pollution des eaux par les nitrates. Les CIPAN font partie des solutions issues de l'application de la directive nitrates, directive européenne du 12 décembre 1991 mais le principe en est connu depuis longtemps et fait référence aux bases de l'agronomie.
La nature de ces cultures varie selon les régions et l'histoire des parcelles concernées. Elles peuvent comporter une espèce ou plusieurs, cependant les cultures pures de légumineuses sont généralement déconseillées car apporteuses net d'azote.
Des couverts végétaux spécifiques permettent d'améliorer les qualités agronomiques du sol (propriétés physique, chimique et biologique) en favorisant l'accumulation de matière organique et en fixant de l'azote atmosphérique pour la culture suivante ; dans ce cas ces couverts sont également qualifiés d'engrais verts. Cela permet de lutter contre les adventices en assurant une protection sur un champ qui serait autrement nu et de limiter ainsi l'érosion, la battance du sol et le lessivage des nitrates. Les couverts peuvent aussi avoir un rôle dépressif sur certains ravageurs comme les nématodes ou le piétin-échaudage. Dans cette optique on parle aussi de couvert améliorant et leur usage s'inscrit alors dans une démarche d'agriculture de conservation ou régénératrice.
Les couverts s'intercalent entre deux cultures à condition que cette interculture soit suffisamment longue, généralement au moins deux mois, pour permettre un développement suffisant (avec un objectif de 3 tonnes de matière sèche par hectare). Les plantes semées à cet effet doivent avoir un développement rapide dans des conditions climatiques qui peuvent être défavorables (notamment l'été). Elles doivent également être de culture facile et économique : semences peu coûteuses, faible sensibilité aux maladies et parasites, faibles exigences en éléments nutritifs et en eau...
Sur une courte période, ces cultures doivent produire une forte quantité de matière organique susceptible d'enrichir naturellement la terre et, suivant les modalités de culture et la rotation, peuvent participer à l'économie de fertilisation azotée et à une meilleure maîtrise du cycle de l'azote. C'est donc d'abord l'intention environnementale qui distingue une CIPAN d'un engrais vert.

## Rôles d'un couvert
Ces buts sont communs à toutes les formes de couverts intermédiaires sauf précision pour les CIPAN :

### Protéger les sols de l'érosion

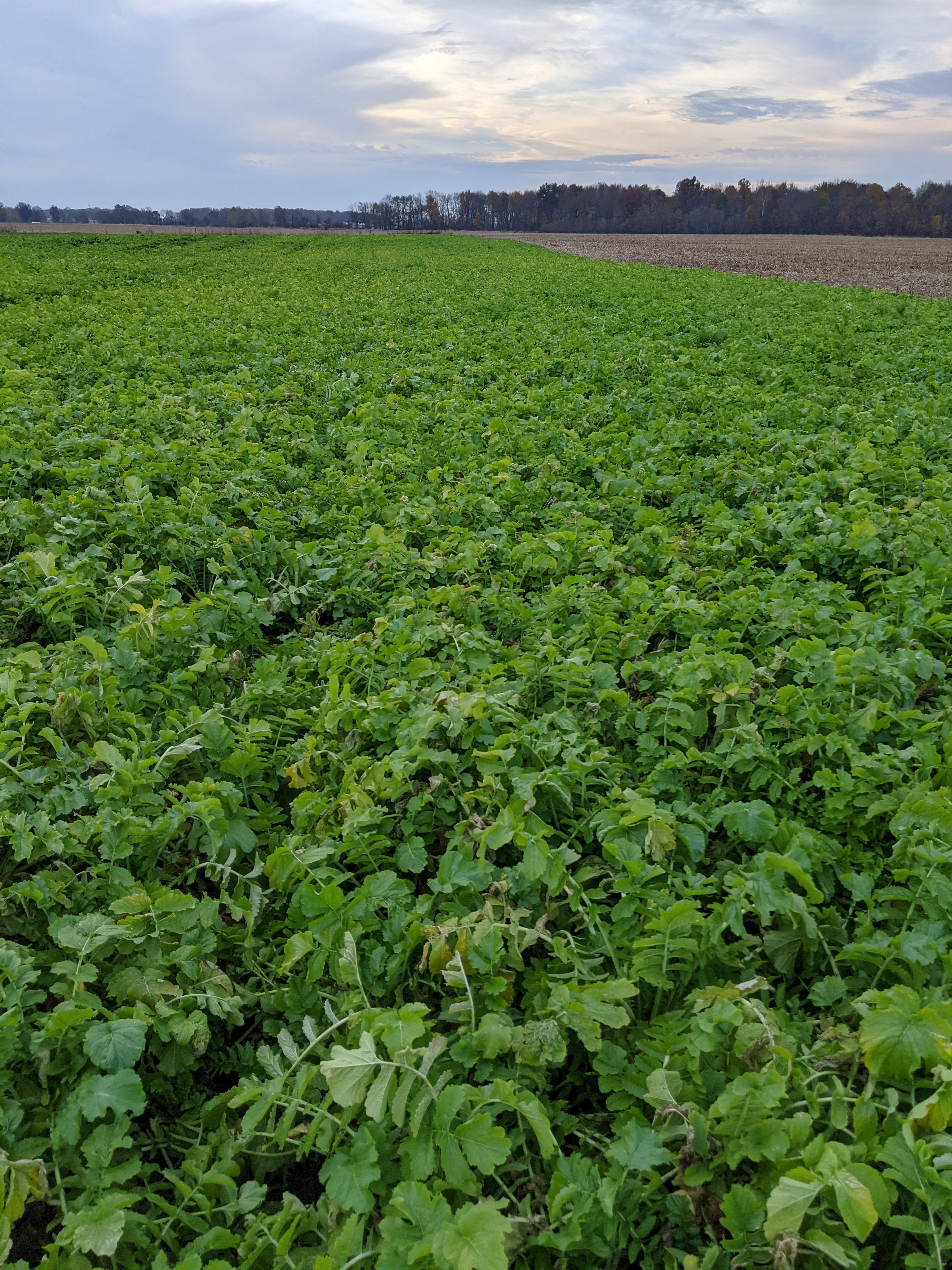
Couvert de radis début novembre 2021. La couverture du sol pour l'hiver semble optimale.

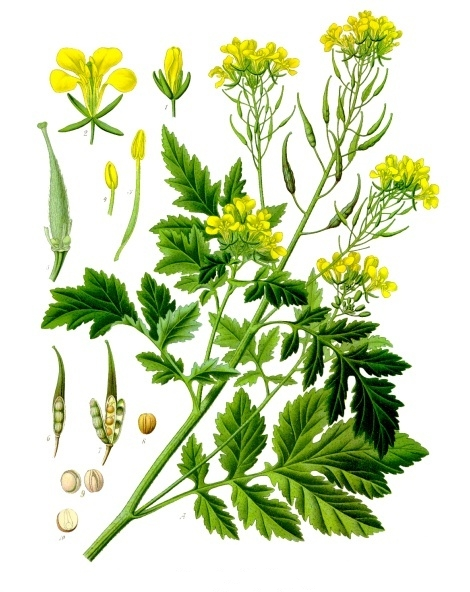
Une CIPAN de moutarde blanche permet de bien lutter contre l'érosion des sols.

La couche de terre végétale (couche nourricière) est très fine et longue à se former. Il est donc indispensable de la protéger, surtout dans les zones à hivers pluvieux et dans les terrains pentus. L’implantation d’un engrais vert à croissance rapide favorise la stabilisation des horizons de surfaces durant tout l’hiver

### Prévenir l'enherbement des sols par les adventices
Autre intérêt non négligeable : la lutte contre les adventices.
En effet, la concurrence entre les plantes est acharnée. La mise en place rapide d’un "engrais vert" après la récolte des légumes empêche le développement des herbes indésirables et limite donc grandement l'usage d'herbicides. Le couvert doit être choisi pour sa facilité de destruction avant grainage sinon les nouvelles levées du couvert pourront se comporter en adventices. C'est l'un des bons points de la phacélie sous climat tempéré.

### Prévenir lapollutionet limiter le gaspillage d'azote
Après toute culture, un certain nombre d’éléments minéraux restent disponibles dans les sols et peuvent faire monter le taux de saturation du sol (excédent des apports d’engrais, minéralisation de l’humus). Ces éléments minéraux tels les nitrates sont donc susceptibles d’être lixiviés pendant l’hiver.
Comme leur nom l'indique, le but des CIPAN est de freiner les « transferts de nutriments des sols vers les eaux ». Il est à noter que les nitrates sont très peu liés au sol : même en très faible quantité ils sont aisément emportés par les infiltrations d'eau. Or il est impossible d'avoir un reliquat d'azote libre proche de zéro, les plantes n'ayant pas forcément la capacité d'absorber la totalité de l'azote présent dans le sol, même en cas de carence. Pour fixer des nitrates, il faut impérativement les intégrer dans de la matière organique végétale. Le couvert est le seul moyen efficace d'éviter les fuites de nitrates pendant une interculture. Le couvert permet de lier ces nitrates à de la matière organique, de façon qu'ils soient restitués à la culture suivante pendant la minéralisation du couvert.
Les légumineuses sont parfois interdite dans les CIPAN (hormis pour les parcelles en agriculture biologique, car sans apport d'engrais minéral) et en bord de cours d'eau. Elles ont vu cette restrictions d'usage disparaître ou réapparaître.
Certains font valoir qu'utiliser des légumineuses dans les couverts (en général en mélange) permet de fixer de l'azote atmosphérique et donc de limiter le gaspillage d'azote. D'autre part, cette fixation peut n’entraîner que peu de rejet d'azote dans l'environnement quand il reste lié à la matière organique. Un couvert riche en légumineuse peut même fixer assez d'azote pour alimenter la culture suivante (jusqu'à 200 unité d'azote) sans apport d'engrais chimique : c'est une technique d'enrichissement courante en agriculture bio. En outre, la culture des légumineuses abaisse le rapport C/N et permet une dégradation plus rapide du couvert, ce qui est utile en cas d'interculture courte ou de semis sensible aux résidus (Colza).

D'autres font valoir néanmoins que des légumineuses pures ont une mauvaise efficacité en termes d’abattement de l'azote. Cette efficacité serait bien moindre que celle observée sous les graminées, les crucifères ou des mélanges, selon une étude INRA (2012) qui montre un abattement d’azote de 40 à 90 % pour les graminées et crucifères, contre 0 à 40 % seulement pour les légumineuses pures (selon une synthèse bibliographique faite pour l’étude).
La mise en place d’un service de conseil gratuit sur l'alimentation animale a aussi été suggérée en Belgique dans le cadre de l'évaluation de la première phase des CIPAN en 2009 ; En effet, la complémentation de la ration alimentaire pour le cheptel en prairie influe sur la quantité d'azote rejetée dans les urines sous forme d'urée. Les travaux de Dufrasne (2010) ont montré qu’une ration alimentaire déséquilibrée pouvait significativement augmenter la quantité d’azote introduite dans le sol via les pissats d’animaux présents dans les pâtures. Or, la teneur en urée du lait est fortement corrélée à la teneur en urée des pissats, et elle est régulièrement mesurée dans les exploitations laitières. Ceci pourrait aider à repérer les troupeaux laitiers dont l’alimentation est déséquilibrée en azote. Des conseils pourraient alors être donnés aux exploitants concernés.

### Améliorer la structure des sols et favoriser le drainage naturel du sol

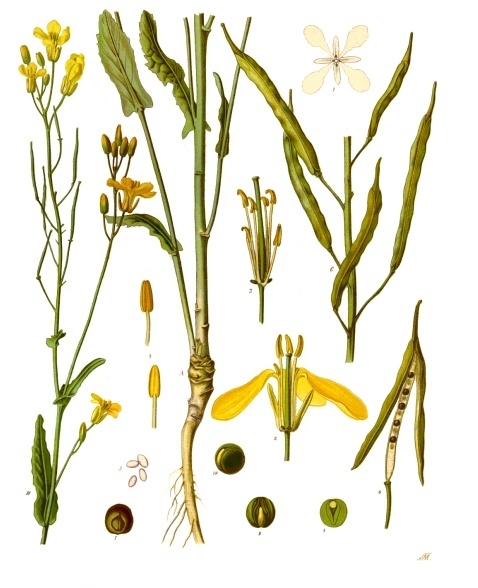
Une CIPAN de colza aère bien le sol grâce à sa forte racine pivotante (au centre) et à ses plants serrés.

Les plantes mises en place permettront au sol de bien s’aérer grâce à un système racinaire en général très développé.
En outre, ce décompactage améliore la vie microbienne de la pédofaune. Le couvert végétal en lui-même constitue une source importante de nourriture pour les vers de terre à l’automne. Au printemps, au moment du réchauffement du sol, cette flore microbienne participera à la restitution d’éléments fertilisants. Les CIPAN préservent la structure des sols fragiles et augmentent le taux de matière organique présent dans le sol. Elles allongent la période d’épandage des lisiers dans les régions d’élevage ou l’apport à l’automne de vinasses ou de boues de station d’épuration.
L’importance du développement racinaire et du couvert végétal contribuera à limiter le lessivage qui conduit à l’accumulation des nitrates dans les ruisseaux et les nappes phréatiques.

### Bénéfices secondaires
Outre un bénéfice aménitaire et esthétique, à certaines conditions, les CIPAN peuvent parfois jouer un rôle important de zone refuge pour la faune (y compris pour de nombreux auxiliaires de l'agriculture), voire de corridor biologique (par exemple en France dans le cadre de la trame verte promue par le Grenelle de l'Environnement), mais on a montré que la diversité des couverts comptait autant sinon plus que l'étendue d'un couvert spécialisé. La présence d'un couvert favorable aux abeilles (riches en légumineuses) fleurissant en fin d'été ou à l'automne répond à une vraie problématique alimentaire pour les butineurs domestiques et sauvages. Dans tous les cas ce service environnemental nécessite des couverts de mélanges très éloigné des CIPAN légaux.

## Choix du couvert
Ces choix sont communs à tous les engrais verts et de nombreuses plantes sont utilisables seules ou en mélange. Il existe des dizaines de variétés et phénotypes pour chacune, ce qui laisse un large choix à l'agriculteur (qui doit néanmoins rester dans le cadre légal s'il s'agit d'un CIPAN au sens de la directive nitrates).
Le choix du couvert peut être guidé par le contexte édaphique et des critères agroéconomiques (faible coût, facilité de gestion de l'interculture et de destruction, adaptation au type de sol, absence de synergies positives avec d'éventuels ravageur ou maladie de la culture suivante, gestion du risque de repousse, compatibilité avec des programmes de type Fertimieux) qui peuvent faire écarter ou favoriser certaines plantes, variétés ou phénotypes.
Les engrais verts les plus courants sont des espèces fourragères annuelles à croissance rapide, telles que : 
- Brassicacées : colza fourrager, moutarde blanche, radis, radis chinois, radis fourrager...
- Fabacées : pois, fèverole, trèfle incarnat, trèfle violet, vesce, sainfoin, luzerne, haricot...
- Poacées : ray-grass d'Italie, seigle, avoine (avena strigosa)...
- Autres familles : phacélie, consoude, ortie, tournesol, nyger, sarrasin...

Par rapport à d’autres couverts et en particulier par rapport aux graminées, les crucifères ont l’avantage de pousser vite. Elles peuvent aussi être détruites assez tôt. La moutarde blanche est le couvert végétal aujourd’hui le plus utilisé en France, c'est une bonne pompe à nitrates mais elle ne bénéficie pas d’une capacité de développement exceptionnelle. Le radis est moins sensible au stress hydrique, il est donc intéressant pour les semis très précoces mais il doit être détruit avant la montée à graines.
Les légumineuses sont appréciées pour leur faculté à fixer l'azote de l'air et pour la masse de leur feuillage. En étant minéralisés rapidement, ces engrais améliorent de façon certaine la structure du sol, évitent l'accumulation de résidus à long terme (critique pour semer une plante difficile comme le colza) en apportant de l'azote. C'est aussi un moyen d'apporter de l'azote à des cultures telles que le blé cultivé en agriculture biologique dans une exploitation ne possédant pas d'élevage comme source d'azote.
Les engrais verts favorisent parfois la limace ou certains microorganismes indésirables dans les cultures, mais ils captent et fixent d’autres éléments solubles que l'azote comme le soufre, le calcium, le magnésium et jouent un rôle positif sur la dynamique du phosphore et la structure du sol (ils peuvent favoriser les vers de terre et les prédateurs de nématodes ou d'autres auxiliaires de l'agriculture. Le bilan global des effets biotiques (effets sur les espèces vivantes du sol notamment) dépend de nombreux paramètres, et varie beaucoup selon l'écotype de plante choisi.

### Critères de sélection
Le choix dépend de différents critères :
- la simplification de l'implantation ;
- le coût de la semence ;
- la rapidité de croissance du couvert ;
- la facilité de destruction ;
- l'effet sur la battance ;
- l'appétence vis-à-vis des ravageurs.

On peut également faire des mélanges d'engrais verts. Par exemple :
- mélange « azote » : 50 % de trèfle incarnat, 20 % de vesce, 20 % de fenugrec, 10 % d'avoine ;
- mélange drainage, couvre-sol, et abeilles : phacélie 60 %, trèfle incarnat 30 % et Mélilot 10 %.

|                  | Rapidité d'installation | Développement racinaire et effet sur la structure du sol | Masse du couvert végétal | Qualités apicoles (plantes mellifères) | Intérêt dans la lutte contre le lessivage des nitrates |
| ---------------- | ----------------------- | -------------------------------------------------------- | ------------------------ | -------------------------------------- | ------------------------------------------------------ |
| Chou             | + + +                   | + + +                                                    | + +                      | +                                      | + +                                                    |
| Moutarde blanche | + + +                   | + + +                                                    | + + +                    | + + +                                  | + +                                                    |
| Navet            | + + +                   | + +                                                      | + +                      | +                                      | + +                                                    |
| Colza            | + + +                   | + + +                                                    | + + +                    | + + +                                  | + +                                                    |
| Sarrasin         | + + +                   | +                                                        | + +                      | + + +                                  | + +                                                    |
| Vesce            | + +                     | + +                                                      | + +                      | +                                      | -                                                      |
| Trèfle violet    | +                       | + +                                                      | + + +                    | +                                      | -                                                      |
| Mélilot          | +                       | + +                                                      | + + +                    | + + +                                  | -                                                      |
| Phacélie         | + + +                   | + + +                                                    | + + +                    | + + +                                  | + +                                                    |
| Ray-grass        | + +                     | + +                                                      | + +                      | +                                      | + + +                                                  |
| Moha             | + +                     | + +                                                      | + +                      | +                                      | + + +                                                  |
| Seigle           | + +                     | + +                                                      | + +                      | +                                      | + + +                                                  |

### Quelques engrais verts et leurs caractéristiques
| Variétés           | Hauteur        | Dose de semis        | Caractéristiques | Date et conseils de semis |
| ------------------ | -------------- | -------------------- | --- | --- |
| Colza fourrager    | 80 cm à 1,80 m | 150 à 200 g / 100 m2 | Avantages : très riche en azote, utilisable en engrais vert et en fourrage, couvre très bien le sol et le protège contre le lessivage des éléments fertilisants. Inconvénients : assez difficile à enfouir du fait de ses racines puissantes. Végétation assez haute. Il est déconseillé de cultiver le colza avant une culture de radis, navets... | Mars à août. Valable pour une jachère rapide. |
| Luzerne cultivée   | 50 à 80 cm     | 250 g / 100 m2       | Légumineuse Avantages : très bon fourrage, excellent fixateur d'azote. Protège la terre contre l'érosion grâce à son système racinaire pivotant. Très résistant à la sécheresse. Enrichit le sol en humus. Inconvénients : Ne réussit pas dans toutes les terres. Risques de repousses. Craint l'humidité excessive. Lente à installer. | Mars à septembre. Terre très propre. Valable pour une jachère de 3 ans. Attention une vieille luzerne est difficile à détruire. |
| Moutarde blanche   | 25 à 60 cm     | 200 à 300 g / 100 m2 | Avantages : Croissance rapide. Action anti-nématodes. Facile à enfouir. Inconvénients : délai pour remettre le terrain en culture (6 à 8 semaines). Arrive très vite à maturité. Il est déconseillé de cultiver la moutarde avant une culture de radis, navets. | Avril à septembre. Peut s'utiliser avant une culture tardive (haricots, tomates, courges...). Du fait de sa croissance rapide, éviter de semer trop tôt pour passer l'hiver (les plantes deviennent alors très difficiles à enfouir). Valable pour une jachère rapide. |
| Navette fourragère | .              | 150 à 200 g / 100 m2 | Avantages : croissance rapide. Très riche en azote, utilisable en engrais vert et en fourrage. Fauchage facile. Résiste bien à la sécheresse. Inconvénients : assez difficile à enfouir du fait de ses racines puissantes. Peu résistante au froid. Il est déconseillé de cultiver la navette avant une culture de radis, navets... | Juillet / août. Valable pour une jachère rapide. |
| Phacélie           | 80-100 cm      | 100 à 150 g / 100 m2 | Avantages : action insecticide (nématodes). Fixe les nitrates au niveau de la racine. Étouffe vite les mauvaises herbes en particulier le chiendent. Belle fleur bleue, plante mellifère. Système racinaire dense et fin, améliore la structure des terres. Aucun parasite connu. Inconvénients : délai pour remettre le terrain en culture (6 à 8 semaines). Arrive très vite à maturité (floraison 50 jours après semis selon conditions climatiques). | Mi-juillet à mi-septembre. Attention aux doses de semis, graines très fines. Valable pour une jachère rapide |
| Ray grass anglais  | .              | 250 à 300 g / 100 m2 | Avantages : idéal pour les terres en friche, peut s'utiliser en association avec du trèfle blanc. Pousse vigoureuse. Peut être semé tardivement. Se tond facilement. Protège la terre contre le lessivage des éléments fertilisants. Inconvénients : attire de nombreux insectes nuisibles, en particulier les tipules et les vers gris | Mars à octobre. Valable pour une jachère de 3 ans en association avec du trèfle blanc nain. |
| Ray grass d'Italie | .              | 300 à 400 g /100 m2  | Avantages : idéal pour les terres en friche, peut s'utiliser en association avec du trèfle violet. Pousse très vigoureuse. Peut être semé tardivement. Très bon fourrage. Faucher régulièrement. Protège la terre contre le lessivage des éléments fertilisants. Inconvénients : Croissance très rapide. Attire de nombreux insectes nuisibles, en particulier les tipules et les vers gris                                                              | Mars à octobre. Valable pour une jachère de 18 mois, (éventuellement en association avec du trèfle violet). |
| Trèfle violet      | 20 à 40 cm     | 200 à 250 g / 100 m2 | Légumineuse Avantages : apport d'azote à la terre. S'adapte à tous types de sols. Conseillé après des cultures de crucifères (choux, navets, colza...). Peut se tondre. Inconvénients : peut repousser après enfouissage. Pousse mieux en association avec du ray grass. Démarrage assez lent si le sol est froid, peut se faire envahir par des mauvaises herbes. Déconseillé en cas de terrain infesté par le mouron.                                  | Mars à septembre. Valable pour commencer une nouvelle culture en juin (tomate, courge, haricot... Durée de végétation : 6 mois à 2 ans. Attention un vieux trèfle est difficile à détruire                                                                             |
| Trèfle incarnat    | 25 à 50 cm     | 250 à 300 g / 100 m2 | Légumineuse Avantages : apport d'azote à la terre. Conseillé après des cultures de crucifères (choux, navets, colza...). Facile à enfouir. Inconvénients : démarrage lent, peut se faire facilement envahir par des mauvaises herbes. Germination pas toujours très vigoureuse. Déconseillé en cas de terrain infesté par le mouron | Juillet à mi-août. À réserver aux terrains propres. Valable pour une jachère rapide. |
| Trèfle blanc       | 10 à 50 cm     | .                    | Légumineuse | . |
| Fenugrec           | .              | .                    | Légumineuse | Printemps-été. Durée de végétation : 3 mois. Sols plutôt calcaires. Craint le gel. |
| Fèverole           | .              | .                    | Légumineuse | Semis toute l’année. Durée de végétation : 3 mois ou 6 mois (hiver). Bien arroser en été. |
| Lupin blanc        | .              | .                    | Légumineuse Avantages : apport d'azote à la terre. | Semis toute l’année. Durée de végétation : 2 mois ou 4 mois (hiver). |

### Inconvénients
Les graminées sont en général intéressantes pour les intercultures longues car elles résistent bien au gel en particulier le seigle et l’avoine, le ray-grass anglais et le ray-grass d’Italie. Il faut éviter de les utiliser dans les rotations à base de céréales comme les rotations blé-maïs, car elles pourraient devenir rapidement des mauvaises herbes gênantes.

## Quand mettre en place une CIPAN?

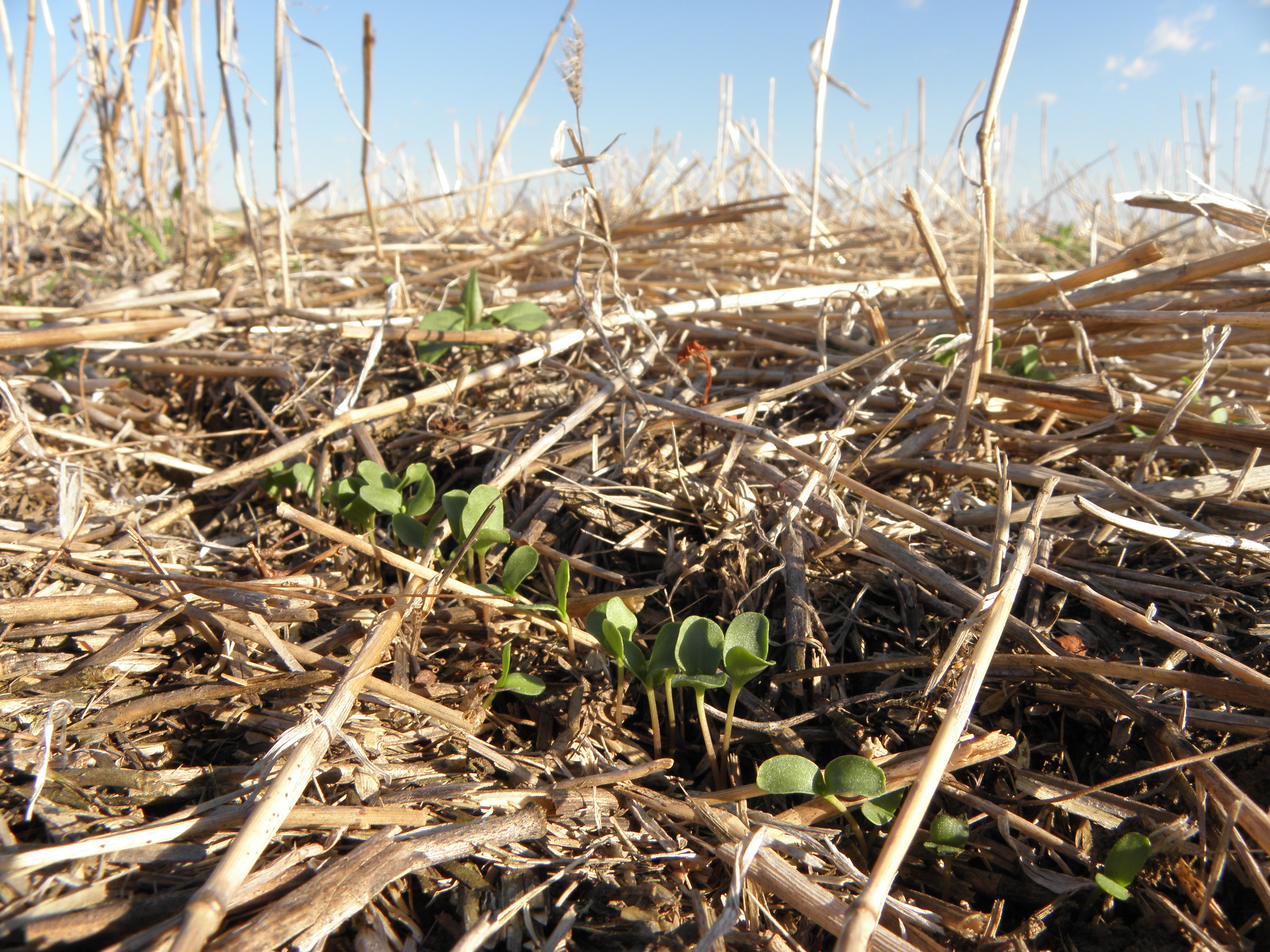
Levée d'un semis à couvert sous résidus de pailles de sorgho réalisé sans travail du sol (semis direct sur couverture végétale), Dakota du Sud, 2015.

La CIPAN est implantée avant une culture d'hiver ou de printemps. La date de semis du couvert végétal varie suivant l'espèce implantée et la réglementation en vigueur.

## Quand détruire une CIPAN?
En Région wallonne les cultures intermédiaires pièges à nitrate doivent être maintenues jusqu'au 1er décembre.
Pour des raisons pratiques (labour plus facile, destruction avant la production de graines) certains exploitants ont souhaité enfouir les CIPAN plus tôt, si possible dès le 15 novembre. Pour savoir si une destruction précoce du couvert affectait sa capacité à absorber l'azote, une étude confiée aux universités belges de Louvain et de Gembloux-Agro-Bio Tech, reconduite durant 5 ans (de 2002 à 2006) a réalisé un suivi du reliquat en nitrate en novembre et en décembre sur des exploitations belges principalement situées en zone vulnérable et sélectionnées pour être représentatives des principaux types de sols wallons ; les résultats ont confirmé l'intérêt de maintenir ce couvert jusqu'au 1er décembre « puisqu'une réduction de reliquat de l'ordre de 10 kg N-NO3-.ha-1 était observée sur les parcelles couvertes au cours des deux dernières décades de novembre ».
En France, elles doivent être maintenues au moins deux mois mais peuvent être détruites à partir du 15 octobre ou du 1er novembre selon les zones si la règle précédente est respectée.

## Comment détruire le couvert?
La destruction de la culture intermédiaire est une étape cruciale, notamment pour la disponibilité en eau et en azote pour la culture suivante.
La destruction peut se faire chimiquement ou mécaniquement ; avec ou sans enfouissement. Certaines CIPAN peuvent simplement être détruites par le gel. L'idéal est de réaliser un semis direct dans le couvert roulé (pendant un épisode de gel par exemple), enfoui ou traité par un herbicide peu rémanent. Cette méthode permet de réduire le besoin d'un nouveau passage d'herbicide (le couvert mort fait écran aux graines qui germent, réduit les risques de repousse de couvert en graine ; les graines restant en surface dans le couvert mort ne survivent que rarement)  mais peut parfois favoriser certaines espèces jugées indésirables par l'exploitant. Cette pratique reproduit le système d'alimentation naturel des vers de terre qui montent en surface chercher des végétaux morts pour s'en nourrir.